# Circus Lorch
Der Circus Lorch war ein traditionsreicher, mittelgroßer Zirkus aus Deutschland. Zirkusunternehmen der Familie Lorch existierten im 19. bis Anfang des 20. Jahrhunderts und dann noch einmal Ende der 1920er Jahre. Sie waren vor allem in Süddeutschland, aber auch in  Oberfranken und Thüringen, der Schweiz sowie in Österreich unterwegs.

## Circus Lorch - Wurzeln
Das Unternehmen wurde von der jüdischen Familie Lorch bereits im 19. Jahrhundert betrieben. Wie der Vater Hirsch (1817–1901) besaßen später die Brüder Adolph (1845–1918) und Louis (1847–1924) einen eigenen Zirkus. Vor der Jahrhundertwende taten sich die Brüder zusammen. Sie reisten nun vorrangig im südlichen Deutschland sowie der Schweiz als Circus Gebrüder Lorch. Zum Programm gehörten z. B. anspruchsvolle Pferdedressuren und artistische Attraktionen. So traten die Kinder von Louis als erstklassige Ikarier – Geschwister Lorch – auf.
Sein Winterquartier hatte der Circus Lorch in Eschollbrücken. In dem kleinen Ort (heute zu Pfungstadt gehörend) in Südhessen hatte sich die Zirkusfamilie gegen Ende des 19. Jahrhunderts angesiedelt.
Während der ältere Bruder Adolph das Unternehmen weiter führte, machte sich Louis Anfang des 20. Jahrhunderts mit seiner Ikariergruppe selbstständig.
Der Zirkus von Direktor Adolph Lorch existierte noch bis 1905.

## Die Ikarier der Lorchs
Die Ikariergruppe – Lorch-Familie – war weltberühmt. Mit bis zu 11 Artisten traten die Lorchs auf. Größere Ikariergruppen hat es später nicht mehr gegeben. Zur Truppe der Lorchs mit ihren Geschwistern und Kindern gehörten zeitweise weitere Artisten und Lehrlinge. Die Gruppe hatte Engagements in Europa, Nord- und Südamerika. Als „Lorch Family“ wurden die Ikarier auch in den USA und Großbritannien bekannt. Sie gastierten beispielsweise 1910 im Zirkus der Ringling-Brüder, in „Ringling Bros World's Greatest Shows“. In Wintermonaten waren die Lorchs in New Yorker Theatern und Varietés engagiert. Die Tournee in den Staaten dauerte mehrere Jahre, von 1909 bis 1912.
Gleichwohl der Gründer Louis immer mit dabei war, wurde die Ikariergruppe der Lorchs später durch seinen ältesten Sohn, Julius Lorch (1875–1942), geleitet. Er wurde auch „König der Ikarier“ genannt. Julius war in der Lage, seinen Sohn Egon Lorch (1900–1954) dreimal hintereinander mit den Füßen so nach oben zu stoßen, dass dieser jeweils einen Doppelsalto vollführte.
Die Familie Lorch begleitete den Zirkus Sarrasani bei seiner ersten Südamerikareise (1923 bis 1925). Louis verstarb 1924 während dieser Tournee in Buenos Aires (Palermo), Argentinien.

## Circus Lorch Ende der 1920er Jahre
Zirka 1927 übernahmen die Brüder Julius, Arthur und Rudolf den Circus W. Althoff und führten nun ein eigenes Zirkusunternehmen. Sie gründeten den Circus Lorch neu (Circus Lorch GmbH). Während die Brüder als „Lorch Family“ in den Wintermonaten Engagements annahmen, waren sie in der schönen Jahreszeit mit ihrem Zirkus vorzugsweise in Süddeutschland unterwegs. Neben den Lorchs trat in einer Saison z. B. auch Therese Renz (berühmte Kunstreiterin; war mit Ernst Jakob Renz’ Neffen Robert verheiratet) auf. Doch Ende des Jahres 1930 mussten die Brüder aufgeben. Der immer stärker werdende Antisemitismus, die damit verbundenen Anfeindungen und Boykott waren neben den Auswirkungen der Weltwirtschaftskrise wesentliche Gründe dafür, dass der Zirkus Konkurs anmelden musste.

## Zur Zirkusfamilie Lorch
Wie es das Metier häufig mit sich brachte, waren die Lorchs ebenfalls mit anderen Zirkusfamilien verwandt. Diese Verbindungen waren familiär und auch beruflich vorteilhaft. So war die Familie Lorch zum Beispiel mit den berühmten Althoffs verschwägert. Louis Lorchs älteste Tochter Rosa (1876–1959) heiratete Alphonse Althoff (1877–1916) aus der Althoff-Zirkusdynastie und ging mit ihm Anfang des 20. Jahrhunderts nach New York. Die Töchter der Eheleute waren später in den USA bekannte Varieteekünstlerinnen.
In der Zeit des Nationalsozialismus wurden viele Mitglieder der Zirkusfamilie deportiert und, wie z. B. Arthur (1882–1942), Eugen (1885–1943) und Rudolf Lorch (1893–1944), im KZ Auschwitz ermordet.
Julius Lorchs Enkelin Irene Storms Bento (1923–2006) war Zirkusreiterin. Sie verliebte sich in den beim Circus Adolf Althoff tätigen Clown Peter Storms Bento (1923–2013), den sie nach dem Ende der Herrschaft der Nationalsozialisten dann endlich heiraten konnte. Mit ihrer Familie, einschließlich ihrer Mutter Alice Danner, geb. Lorch (1902–1993), und ihrer Schwester Gerda (* 1927) überlebte sie im Circus Adolf Althoff das Naziregime, dank der Courage des Zirkusdirektors Adolf Althoff (1913–1998) und seiner Frau Maria.

## Dokumentarfilm
- Raymond Toussaint: De Omdraai. Peter Bento erzählt über die Familien Lorch und Bento. Moving Media Productions (Niederlande), 1993, S16mm Film / Video.